# Església de Sant Bartomeu d'Herbers
L'església de Sant Bartomeu o Bertomeu és una església parroquial situada al municipi valencià d'Herbers (els Ports), al punt més alt del poble i dedicada a sant Bartomeu apòstol. Va ser construïda durant la primera meitat del segle xiv, encara que presenta un estil indeterminat, mescla entre els estils gòtic, corinti i neoclàssic.
Es tracta d'una església de dimensions reduïdes, de planta rectangular, amb tres naus i cor alt. Disposa d'una capella lateral, en la que es poden observar detalls barrocs. També guarda un interessant porxo de carreu amb portada gòtica de mig punt. En el seu interior es conserven ornaments sagrats procedents del monestir de Santa Maria de Benifassà, arribats a l'església quan es va dur a terme l'exclaustració dels ordes religiosos. També es guarden fragments de creus de terme pendents de restaurar. Junt a l'església hi ha el calvari i el fossar vell, que va ser l'antic cementeri, d'origen medieval. Diverses esteles medievals encara es conserven al cementeri nou.
Posseeix tres campanes, realitzades en els anys 1814, 1846 i 1889.